# Barquier
Les barquiers étaient les bateliers du canal du Midi.
Les patrons barquiers possédaient leur barque (ou péniche). Ils travaillaient généralement en famille, certains avaient un matelot pour les aider.
Leur commerce se faisait de Bordeaux à Marseille et inversement en passant par la Garonne, le canal de Garonne, le canal du Midi, l’étang de Thau, l’étang de Vic-la-Gardiole, le canal du Rhône à Sète, le Rhône (via son bras principal, le « Grand Rhône ») jusqu'à Port-Saint-Louis-du-Rhône, et enfin la mer Méditerranée.